# Ali Nasir Muhammad

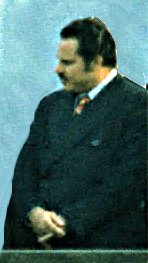
Ali Nasir Muhammad als südjemenitischer Präsident bei einem Besuch in Ost-Berlin am 12. Januar 1978

Ali Nasir Muhammad al-Hasani, arabisch علي ناصر محمد الحسني, DMG ʿAlī Nāṣir Muḥammad al-Ḥasanī (* 31. Dezember 1939 in Dathina, Südjemen), war Präsident des Südjemen und musste, nachdem er im Januar 1986 einen Bürgerkrieg ausgelöst hatte und unterlegen war, nach Nordjemen und später nach Dubai bzw. Damaskus flüchten.
Anfangs war er als Mitglied in der Unabhängigkeitsbewegung NLF aktiv. 1978 wurde Ali Nasir Muhammad vom 26. Juni bis 27. Dezember interimistisch Staatsoberhaupt und wurde von Abdul Fattah Ismail abgelöst. Am 21. April 1980 übernahm erneut Ali Nasir Muhammad die Macht und blieb bis zum 24. Januar 1986 in diesem Amt. Sein Vorgänger, Abdul Fattah Ismail, war aus gesundheitlichen Gründen zurückgetreten und kehrte erst 1985 nach einer langen Rekonvaleszenz aus Moskau zurück. Kurz nach seiner Rückkehr wurde Abdul Fattah Ismail erneut ins Politbüro der Staatspartei, der marxistischen Einheitspartei JSP, gewählt, wo er, auch wegen seiner Rolle im Unabhängigkeitskampf gegen Großbritannien, eine Mehrheit der Mitglieder hinter sich hatte. Am 13. Januar 1986 eskalierte der Konflikt zwischen den beiden Lagern in Aden zu einem Bürgerkrieg, der damit begann, dass Ali Nasir nicht an der Sitzung des Politbüro erschien, sondern seine Leibwächter den Vizepräsidenten Ali Ahmed Antar und vier weitere Mitglieder des Politbüros töteten. In den folgenden Auseinandersetzungen kamen mehrere tausend Menschen ums Leben, auch Ali Nasir Muhammads großer Rivale, Abdul Fattah Ismail. Haidar Abu Bakr al-Attas konnte sich schließlich durchsetzen und gelangte an die Macht, während der am 24. Januar 1986 als Präsident abgesetzte Ali Nasir seinen Anhängern nach Nordjemen flüchtete. In den westlichen Medien wurde diese Episode als ein von Moskau unterstützter gescheiterter Putschversuch „harter“ Kommunisten gegen einen „gemäßigten und pragmatischen“ Präsidenten kommuniziert.